# Giesen
Giesen là một đô thị ở huyện Hildesheim trong bang Niedersachsen, Đức. Đô thị Giesen có diện tích 33,9 km², dân số thời điểm ngày 23 tháng 8 năm 2006 là 9954 người. Đô thị này có cự ly khoảng 6 km về phía tây bắc của Hildesheim, và 22 km về phía đông nam của Hanover.